# Teresa Battaggi
Teresa Battaggi (Cuccaro Monferrato, 26 marzo 1890 – Roma, 10 luglio 1957) è stata una ballerina e coreografa italiana.

## Biografia
Nel 1902 si iscrisse alla scuola di ballo del Teatro alla Scala di Milano, dove studiò sotto la guida di Raffaele Grassi. Debuttò come mimo nel 1912 nel ballo Bacco e Gambrinus musicato da Romualdo Marenco. Nel 1914 apparve al Majestic Theatre di Chicago.
Nel 1919 e nel 1920 si esibì all'Arena di Verona come prima ballerina ne Il figliuol prodigo diretto da Ettore Panizza e nell' Aida di Pietro Fabbroni. Nel 1925 apparve ne Il carillon magico di Riccardo Pick-Mangiagalli al Teatro Real di Madrid.
Tornò a Verona nel 1936 come coreografa in Otello sotto la direzione di Tullio Serafin e nel 1938 con il Tannhäuser diretto da Franco Capuana e Sergio Failoni.
Nel 1937 divenne direttrice della scuola di ballo del Teatro dell'Opera di Roma. Qui fu coreografa di numerosi balletti e opere liriche, tra cui il Rigoletto, La traviata e Il racconto d'inverno. Insieme a sua sorella Placida, che spesso le fungeva da partner en travesti, fu insegnante di noti ballerini e coreografi, tra cui Guido Lauri, Walter Zappolini, Franca Bartolomei e Anna Razzi.
Nel 1951, con un piccolo ma ironico ruolo di una madre snob, apparve in Bellissima di Luchino Visconti.

## Vita privata
Sposò Pierino Codevilla dal quale ebbe 4 figli.